# WWE Aftershock
WWE Aftershock è un videogioco di tipo picchiaduro sul Wrestling professionistico, uscito nel 2005 sul telefono cellulare N-Gage. Questo gioco è stato l'unico gioco della WWE ad uscire su N-Gage.

## Caratteristiche
Il gioco si distingue per le varie mancanze presenti in altri titoli della WWE, tra questi ci sono:
- La modalità "Crea-un-Lottatore"
- La modalità "Storia"
- Varie stipulazioni di match
- Le vere entrate dei lottatori

## Roster
- Booker T
- Chris Benoit
- Chris Jericho
- Eddie Guerrero
- Edge
- John Cena
- Rey Mysterio
- Ric Flair
- Triple H
- The Undertaker